# Rhaunen

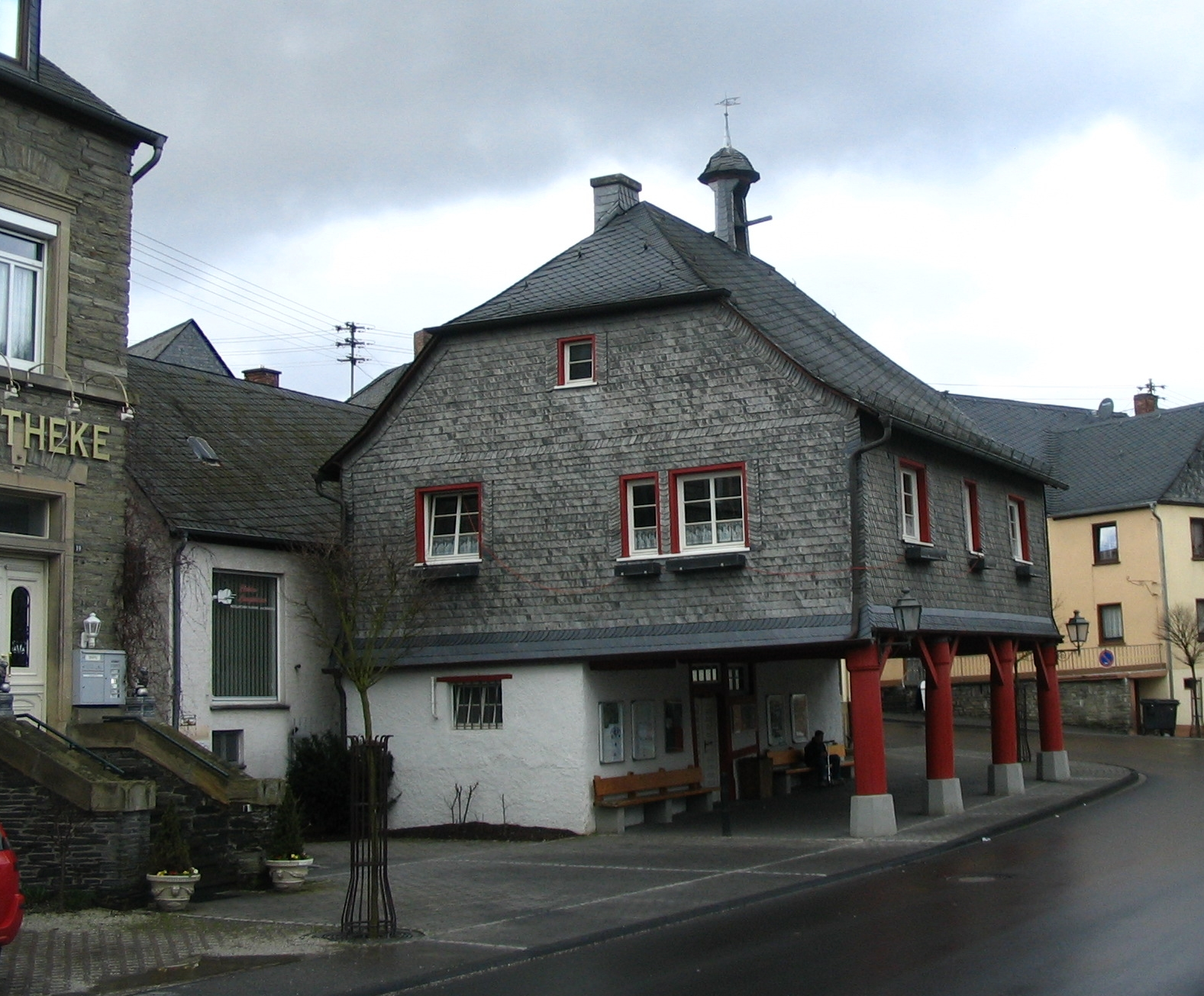
Altes Rathaus im Dorfzentrum

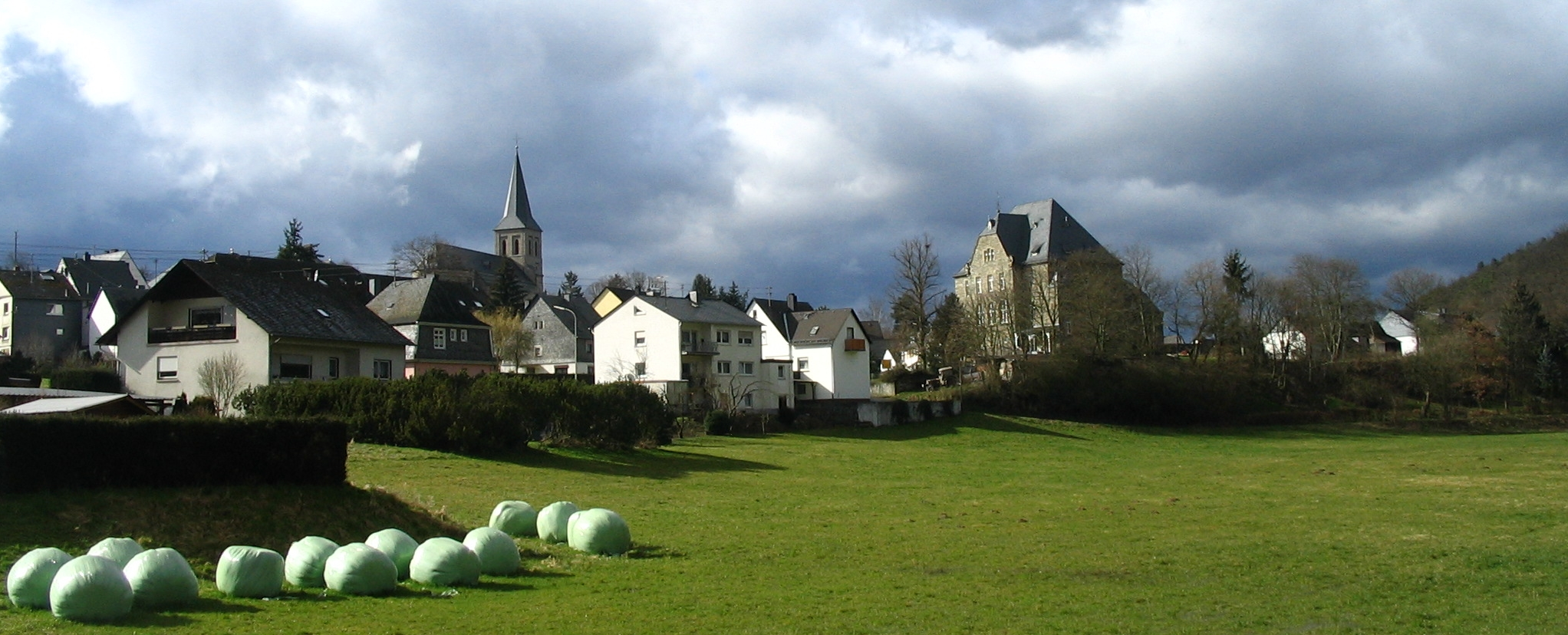
Blick von Osten mit Altem Amtsgericht und römisch-katholischer Kirche

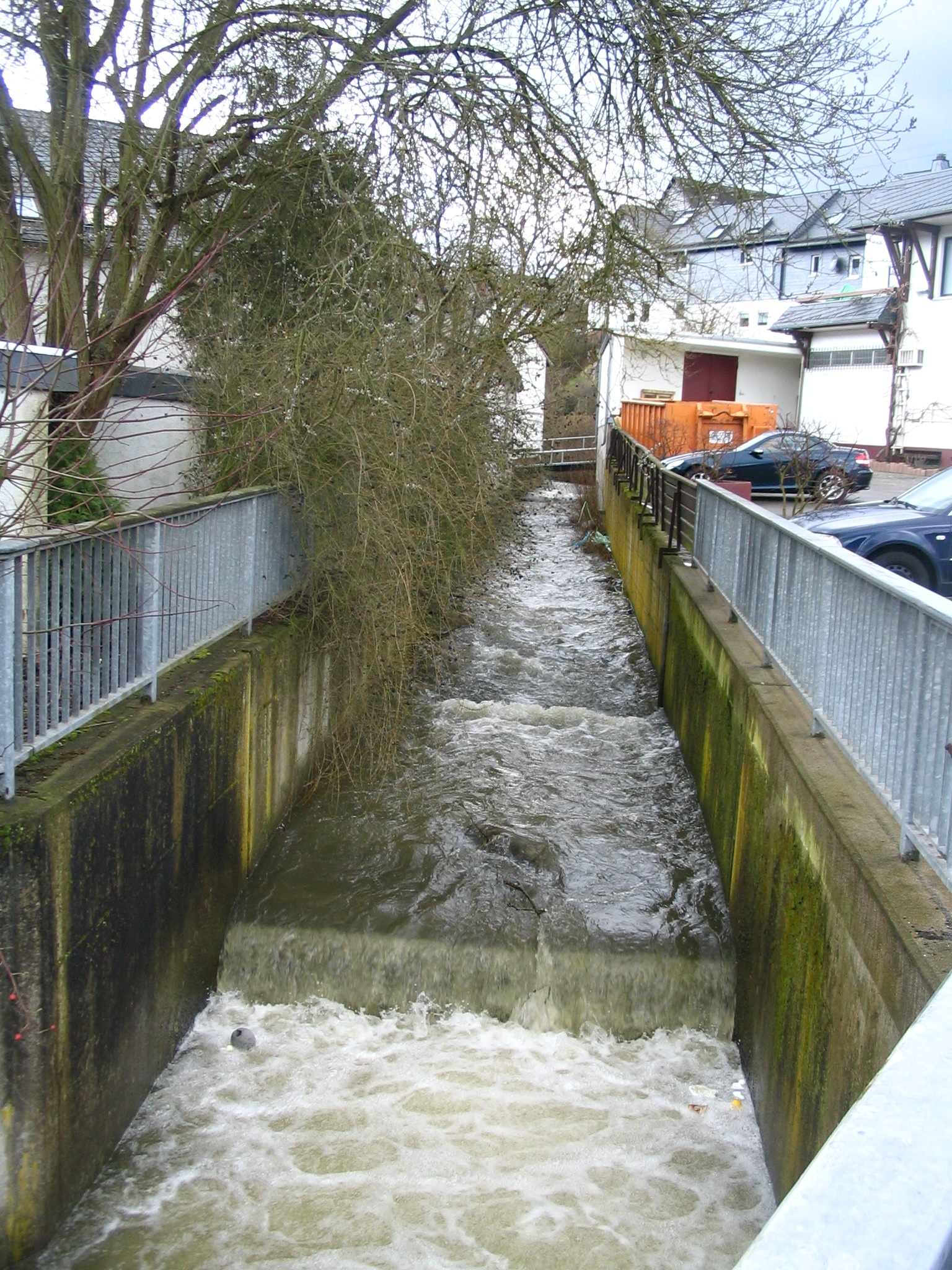
Der Rhaunelbach fließt innerhalb der Ortslage in einem Betonbett

Rhaunen ist eine Ortsgemeinde im Landkreis Birkenfeld in Rheinland-Pfalz und hat eine Verwaltungsstelle der Verbandsgemeinde Herrstein-Rhaunen. Sie ist gemäß Landesplanung als Grundzentrum ausgewiesen.

## Geographie

### Geographische Lage
Rhaunen liegt am Idarwald im Hunsrück in einem weitläufigen, wasserreichen Talkessel. Dieser Talkessel trennt das Idarwaldmassiv vom Soonwaldmassiv. In der Ortslage von Rhaunen mündet der Lingenbach in den Rhaunelbach, dieser mündet wie der Näßbach, der Macherbach und der Büdenbach in den Idarbach.

### Gemeindeteile
Zu Rhaunen gehört auch die Siedlung Neuzenbrunnen sowie die Wohnplätze Hochwälderhof, Königstein und Abendstern.

### Geologie
Das anstehende Gestein, der Hunsrückschiefer, entstammt der geologischen Formation des Devon. Der Talkessel in dem Rhaunen liegt wurde durch die vielen Bäche gebildet, die hier zusammenfließen und verschiedene Schwemmfächer mit sehr lehmigem Untergrund ausbildeten. Der Hunsrückschiefer steht daher in den Hanglagen direkt an, während in den Talauen der lehmige Boden zu finden ist. Sind die Hänge meist mit Mischwald besetzt, so findet man in den Tälern Weideland und auf den höhergelegenen Terrassen und Kuppen Ackerbau. Der Schiefer wurde in früherer Zeit intensiv als Baumaterial genutzt, so als Dacheindeckung und zum Mauerbau. Selbst die zahlreichen öffentlichen Gebäude in Rhaunen, die um die Jahrhundertwende errichtet wurden, haben unverputzte Mauern aus Schieferbruchsteinen. Von den zahlreichen Schiefergruben in den Tälern rund um Rhaunen ist keine mehr in Betrieb, vereinzelt sieht man noch die Abraumhalden. Der größte Betrieb war die Grube „Abendstern“ am Wartenberg Richtung Hausen gelegen. Sie produzierte etwa bis Ende der 1950er Jahre.
Die Höhenrücken, etwa des Idarwaldmassives, werden von dem äußerst verwitterungsresistenten Taunusquarzit gebildet, dessen Bodenausbildung nur mehr Forstwirtschaft zulässt. Der Taunusquarzit beherbergt Lagerstätten an Raseneisenerzen, die bis zirka in die Mitte des 19. Jahrhunderts ausgebeutet und verhüttet wurden, so geschehen in der „Weitersbacher Hütte“ bei Rhaunen.

### Klima
Der Jahresniederschlag beträgt 744 mm.

## Geschichte
Rhaunen wurde erstmals in einer Urkunde vom 20. Mai 841 unter dem Namen „Hruna“ genannt. Die Eheleute Gunthram und Otthruda schenkten dem Kloster Fulda umfangreiche Besitzungen, die vom Fuldaer Abt Hraban in einer weiteren Urkunde gleichen Datums bestätigt wurde.
Rhaunen war Sitz des gleichnamigen Hochgerichtes. Bis zum 14. Jahrhundert waren die Wildgrafen uneingeschränkte Besitzer des Gerichtes und der dazugehörigen Ortschaften Bollenbach, Bruschied, Bundenbach, Gösenroth, Hausen, Heuchelheim, Krummenau, Laufersweiler, Lindenschied, Oberkirn, Stipshausen, Schwerbach, Sulzbach, Weitersbach und Woppenroth. Im Bereich des Gerichtes lag auch die Schmidtburg. Durch den Verlust der wildgräflichen Schmidtburg an Balduin von Trier gelangte auch ein Teil des Hochgerichtes an Kurtrier.
Mit dem Ende des Alten Reiches wurde auch die mittelalterliche Verwaltungseinheit, das Hochgericht, endgültig aufgelöst. Im Zuge der französischen Okkupation der linksrheinischen Territorien nach dem Frieden von Lunéville wurde Rhaunen dem Département de la Sarre, Arrondissement Birkenfeld, Kanton Rhaunen zugeschlagen. Aufgrund der auf dem Wiener Kongress getroffenen Vereinbarungen kam das Gebiet 1815 zum Königreich Preußen. Rhaunen wurde Sitz einer Bürgermeisterei im Kreis Bernkastel. Teile des alten Hochgerichtes gehörten nun jedoch zum oldenburgischen Fürstentum Birkenfeld (z. B. Bundenbach). Auch nach dem Ersten Weltkrieg, in der Zwischenkriegszeit, und während der nationalsozialistischen Herrschaft war Rhaunen Verwaltungssitz für die umliegenden Dörfer. Im Zuge einer Verwaltungsreform in den 1960er Jahren wurde das „Amt Rhaunen“ in die Verbandsgemeinde Rhaunen im Landkreis Birkenfeld umgewandelt.
Die ehemalige Idarwald-Kaserne liegt westlich des Ortes am Königstein.
Im Zuge der Schaffung eines einheitlichen Rechtswesens im Deutschen Kaiserreich wurde 1878 das Amtsgericht Rhaunen eingerichtet, das ab 1901 in einem Neubau an der Straße nach Hausen untergebracht war. Im Rahmen der Auflösung der sogenannten Ein-Mann-Amtsgerichte in Rheinland-Pfalz zwischen 1966 und 1971 wurde das Amtsgericht Rhaunen als eines der ersten im Land geschlossen. Letzter Amtsrichter in Rhaunen war Albert Pütz, der 1964 Walter Beyer gefolgt war, der das Amtsgericht 21 Jahre geleitet hatte.

### Einwohnerstatistik
Die Entwicklung der Einwohnerzahl von Rhaunen, die Werte von 1871 bis 1987 beruhen auf Volkszählungen:
| Jahr | Einwohner |
| 1815 | 706       |
| 1835 | 888       |
| 1871 | 918       |
| 1905 | 1.089     |
| 1939 | 1.384     |
| 1950 | 1.308     |
| 1961 | 1.431     |

| Jahr | Einwohner |
| 1970 | 1.603     |
| 1987 | 1.461     |
| 1997 | 2.180     |
| 2005 | 2.274     |
| 2017 | 2.188     |
| 2022 | 2.155     |

### Konfessionsstatistik
Am 31. Januar 2020 waren 31,5 %  der Einwohner evangelisch, 22,3 % katholisch und 46,3 % waren konfessionslos oder gehörten einer anderen Glaubensgemeinschaft an. Mit Stand Juni 2025 waren von den Einwohnern 28,0 % evangelisch, 20,8 % katholisch und 51,2 % waren konfessionslos oder gehörten einer anderen Glaubensgemeinschaft an. Der Anteil der evangelischen und katholischen Kirchenmitglieder ist demnach im beobachteten Zeitraum gesunken.

## Politik

### Gemeinderat
Der Gemeinderat in Rhaunen besteht aus 16 Ratsmitgliedern, die bei der Kommunalwahl am 9. Juni 2024 in einer personalisierten Verhältniswahl gewählt wurden, und dem ehrenamtlichen Ortsbürgermeister als Vorsitzendem.
Die Sitzverteilung im Gemeinderat:
| Wahl | SPD | CDU | WG1 * | WG2 * | Gesamt   |
| ---- | --- | --- | ----- | ----- | -------- |
| 2024 | 5   | –   | 5     | 6     | 16 Sitze |
| 2019 | 6   | –   | 7     | 3     | 16 Sitze |
| 2014 | 7   | 3   | 3     | 3     | 16 Sitze |
| 2009 | 7   | 4   | 5     | –     | 16 Sitze |
| 2004 | 6   | 7   | 3     | –     | 16 Sitze |

### Bürgermeister
Yannick Bares wurde am 26. August 2024 Ortsbürgermeister von Rhaunen. Bei der Direktwahl am 9. Juni 2024 hatte er sich als Einzelbewerber mit einem Stimmenanteil von 50,1 % (eine Stimme Vorsprung) gegen den bisherigen Amtsinhaber durchgesetzt.
Sein Vorgänger Manfred Klingel (SPD) hatte das Amt seit 1994 inne. Zuletzt bei der Direktwahl am 26. Mai 2019 war er mit 63,49 % für weitere fünf Jahre in seinem Amt bestätigt worden.

### Wappen
| Wappen von Rhaunen | Blasonierung: „Schrägrechts geteilt von Schwarz und Gold. Vorne ein wachsender silberner Wolfskopf, hinten ein blaubewehrter und -gezungter roter Löwe.“                                                         |
| Wappen von Rhaunen | Wappenbegründung: Der Löwe nimmt Bezug zur ehemaligen Zugehörigkeit der Gemeinde zum Besitz der Wild- und Rheingrafen. Der Wolfskopf ist aus einem Siegel des Hochgerichts Rhaunen aus dem Jahre 1711 entnommen. |

### Partnergemeinden
- Drebach, Sachsen
- Saint-Valérien, Frankreich

## Kultur und Sehenswürdigkeiten

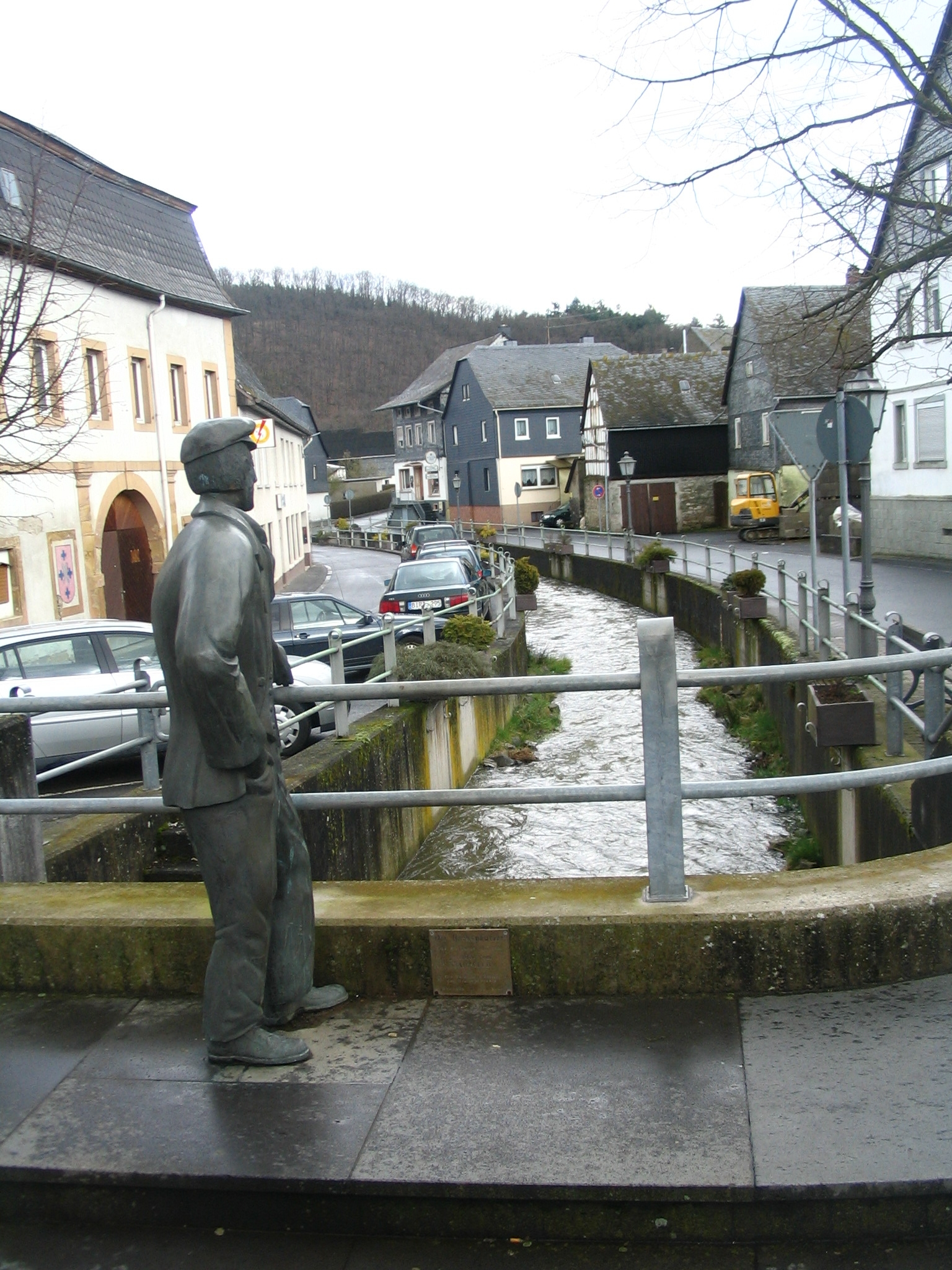
Rhaunelbach mit dem Bachspautzer im Vordergrund

### Bauwerke
Sehenswert sind das alte Rathaus in der Ortsmitte, das Gebäude des ehemaligen Königlich-Preußischen Amtsgerichtes, die evangelische Kirche mit der ältesten erhaltenen Stumm-Orgel aus dem Jahre 1723, sowie zahlreiche Gebäude im alten Ortskern aus verschiedenen Stilepochen, deren Geschichte man an Informationstafeln ablesen kann. In der Verbandsgemeindeverwaltung kann man römische Fundstücke aus der Umgebung sehen. Am Rhaunelbach erinnert eine Bronzestatue an das Rhauner Original: den „Bachspautzer“.
Siehe auch: Liste der Kulturdenkmäler in Rhaunen

### Parks
Der Rhaunen im Halbkreis umschließende Wartenberg lädt mit schönen Wegen und Aussichten auf das Dorf zum Wandern ein.

### Naturdenkmäler
Der am Ortsausgang Richtung Stipshausen/Idarwald aufgestellte frühgeschichtliche Menhir, ein Quarzitblock, „Königsstein“ genannt ist zwar kein Naturdenkmal im eigentlichen Sinne, wird aber durch eine Schiefertafel als solches ausgewiesen. Echte Naturdenkmäler sind einige sehr alte Eichen in der Umgebung, sowie die „Jakobstanne“ auf dem Wartenberg, die eigentlich eine mächtige Douglasie ist.
Siehe auch: Liste der Naturdenkmale in Rhaunen

### Sport
„TUS“ Rhaunen mit verschiedenen Abteilungen. Überregional bekannt ist die IVV-Wanderung im Frühjahr.

### Regelmäßige Veranstaltungen
Rhauner Herbstmarkt am 1. Samstag im Oktober und der Weihnachtsmarkt im Dezember.
Die Veranstaltung „Päädscher Laafe“ (Hochdeutsch: „Pfade laufen“) ist eine Art „Tag der offenen Tür“ der Ortsgemeinde, bei der man Einblicke in sonst nicht offen zugängliche Orte erhalten kann. Gleichzeitig können sich Geschäfte und sonstige Institutionen „einmal anders“ präsentieren.

### Kulinarische Spezialitäten
Spieß- und Schaukelbraten, Gefüllte Klöße, Reibekuchen, Schaales

## Wirtschaft und Infrastruktur
Rhaunen bietet zahlreiche Dienstleistungen für die Dörfer der Umgebung. Ärzte, Behörden, Kirchen, Schulen, Werkstätten, Tankstellen und Geschäfte des täglichen und nichttäglichen Bedarfes sind vor Ort, jedoch kein produzierendes Gewerbe. Die nächsten größeren Orte sind Idar-Oberstein, Simmern/Hunsrück, Morbach und Kirn.

### Verkehr
Durch die Firma Scherer Reisen und den Nahverkehrsbetrieben Birkenfeld (NVB) werden Busleistungen auf den Linien 847, 850, 850S, 855, 856, 857, 858, 860, 860S, 865, 868 und 890 erbracht. Neben der größten Bushaltestelle (Rhaunen Markt ZOB) gibt es auch noch Haltestellen an der Kirche, der ehem. Verbandsgemeindeverwaltung und am Freibad. Die Linien 850 und 855 verkehren jeweils im 2-Stunden-Takt zwischen Rhaunen und Idar-Oberstein, die Linien 860 und 865 verkehren ebenso im 2-Stunden-Takt zwischen Rhaunen und Kirn, so dass in Kombination der jeweils beiden Linien eine stündliche Busverbindung entstanden ist.
Die sogenannte „Nationalparklinie“ 890 verkehrt an 7 Tage die Woche zwischen Rhaunen und Neubrücke auch im 2-Stunden-Takt. Diese Linie bedient auch die Wildenburg in Kempfeld sowie das Hunsrückhaus auf dem Erbeskopf.

### Öffentliche Einrichtungen
Rhaunen hat eine Verwaltungsstelle der Verbandsgemeinde Herrstein-Rhaunen und ist Sitz des Forstamtes „Idarwald“, dessen Zuständigkeitsbereich sich nach der Forstverwaltungsreform vergrößert hat. Dagegen wurde das am Ort schon über 100 Jahre bestehende Notariat 2007 im Zuge einer Strukturreform mit seinem Dienstsitz nach Morbach verlegt. In Rhaunen finden aber noch Sprechstunden statt. Rhaunen ist weiterhin Dienstsitz eines katholischen Geistlichen. Aufgrund einer Gebietsreform im Kirchenkreis Trier wird die seit der Reformation bestehende evangelisch-lutherische Pfarrei Rhaunen mit Dienstsitz Rhaunen aufgelöst. Die Kirchengemeinde Rhaunen fusioniert mit der Kirchengemeinde Hausen und nennt sich in Zukunft Kirchengemeinde Rhaunen-Hausen. Dazu gehören die Ortsgemeinden Rhaunen, Bollenbach, Hausen, Oberkirn und Weitersbach. Der (Die) zuständige Geistliche hat jedoch seinen Sitz in der Kirchengemeinde Hottenbach - Stipshausen.

### Bildung
In Rhaunen gibt es zwei Kindergärten, eine Grundschule, die Integrierte Gesamtschule Herrstein-Rhaunen und eine Volkshochschule.

## Persönlichkeiten

### Söhne und Töchter der Gemeinde
- Gustav Kautz (1826–1897), Jurist; Bürgermeister von Rheinböllen und Moers
- Sigbert Josef Maria Ganser (1853–1931), Psychologe. Nach ihm wurde das Ganser-Syndrom benannt
- Albert Kahn (1869–1942), einer der bedeutendsten Industriearchitekten der Moderne, (wanderte schon früh in die USA aus)
- August Weyand (1876–1951), Landwirt und Politiker
- Walter Dix (1879–1965), Pflanzenbauwissenschaftler
- Otto Conrad (1890–1968), Lehrer, Fotograf und Heimatforscher („Vom Hunsrück zur Nahe“)
- Gerd Heinz-Mohr (1913–1989), evangelischer Theologe und Schriftsteller promovierte über die Gesellschaftslehre des Nikolaus von Kues („Unitas Christiana“)
- Hermann Josef Gräf (1924–2006), katholischer Theologe
- Erwin Echternacht (1925–2013), lebte in München, Bildhauer, Grafiker, Maler und Autor
- Hans Dieter Culeman (* 26. September 1927 in Rhaunen; † 17. Januar 1974 in Den Haag), niederländischer Schauspieler
- Thorsten Faas (* 17. August 1975 in Idar-Oberstein), Politikwissenschaftler, in Rhaunen aufgewachsen[16]
- Eduard Löwen, Fußballspieler

### Persönlichkeiten, die vor Ort gewirkt haben
- Julius Bellinger (1831–?), deutscher Politiker der Deutschen Zentrumspartei und Mitglied des Reichstages, war von 1867 bis 1869 Friedensrichter in Rhaunen
- Albin Edelhoff (1887–1974), Maler und Naturfreund
- Peter Joseph Rottmann (1799–1881), bedeutender Hunsrücker Mundartdichter, heiratete Wilhelmine Maull aus Rhaunen
- Albert Pütz (1932–2008), Jurist und Schriftsteller, arbeitete bis 1966 als Amtsrichter in Rhaunen, danach am Amtsgericht Idar-Oberstein.